# Auspicio di Toul
Auspicio (in latino Auspicius Tullensis; ... – 490 circa) è stato il quinto vescovo di Toul.
Auspicio ci è noto da una lettera di Sidonio Apollinare scritta verso il 474 al conte Arbogaste per esortarlo a guardarsi dall'avarizia. In questa lettera Auspicio è ricordato come grande amico del conte, celebre per la scienza, l'eloquenza, la fede, le virtù.

## Biografia
Auspicio faceva parte dell'aristocrazia gallo-romana. Fu eletto vescovo di Toul, succedendo a Gelsimo, nel 478. Fu dunque tra i primi vescovi di Toul che obbedivano ai Franchi, i nuovi padroni dopo la caduta dell'Impero romano. È stato amico del poeta Sidonio Apollinare, vescovo di Clermont, e del conte Arbogaste, governatore di Treviri al tempo di Childerico I. Tutti e tre avevano stabilito un rapporto epistolare: Arbogaste scrisse a Sidonio chiedendogli di informarlo delle sue funzioni e per dare qualche spiegazione dei libri sacri, ma Sidonio si scusò e consigliò di consultare preferibilmente Lupo, vescovo di Troyes o Auspicio, vescovo di Toul, entrambi, scriveva, illustri per la loro profonda conoscenza e l'alto rango che occupano tra i pontefici della Gallia.
Il conte dunque chiese lumi ad Auspicio, che gli scrisse una lettera strutturata come un poemetto di 41 strofe in dimetri giambici. Auspicio si congratulava con la città di Treviri per essere governata da un uomo di così grande merito, confrontava il suo valore con Arbogaste, generale romano, uno dei suoi antenati, ma lo poneva al di sopra di quello a causa della religione cristiana. Lo esortava, infine, ad evitare l'avarizia, che la Scrittura chiama la radice di tutti i mali, di essere caritatevole, di onorare e amare il vescovo di Treviri, Giamblico che era il primo tra quelli della provincia. 
L'Epistola ad Arbogastem Comitem Trevirorum, è pubblicata nella Patrologia latina del Migne. 
Auspicio fu il primo poeta occidentale cristiano che ha adottato il ritmo giambico, derivato dal verso saturnio, la misura preferita della poesia metrica popolare profana dei Romani.
È probabile che Auspicio sia scomparso pochi anni dopo la morte di Sidonio Apollinare (m. 488), quindi verso il 490. Il suo successore fu il vescovo Orso.
Fu sepolto nel cimitero di San Mansuy, un sobborgo di Toul, dove il suo corpo fu ritrovato nel 1070 sotto l'episcopato di Pibon. I suoi resti furono poi racchiusi in una ricca cassa nel 1401.

## Culto
La Chiesa cattolica lo considera santo e lo ricorda il giorno 8 luglio. Prima della riforma conciliare, questo santo era identificato con un omonimo, ma spurio vescovo di Treviri.
Dal Martirologio Romano: "A Tulle (sic) nella Gallia Belgica, ora in Francia, sant'Auspicio, vescovo".